# Estación de Bex
La estación de Bex es la principal estación ferroviaria de la comuna suiza de Bex, en el Cantón de Vaud.

## Historia y situación
La estación de Bex fue inaugurada en el año 1857 con la puesta en servicio del tramo Villeneuve - Bex de la línea Lausana - Brig, más conocida como la línea del Simplon. Además, de la estación también parte un ferrocarril de vía métrica hasta Villars-sur-Ollon y Bretaye, construido por la compañía BVB (Chemin de fer Bex - Villars - Bretaye). Fue inaugurado en el año 1901, siendo prolongado en 1913 hasta Bretaye. Es operado por TPC (Transports Publics du Chablais).
Se encuentra ubicada en el oeste del núcleo urbano de Bex, cuenta con dos andenes, uno central y otro lateral, a los que acceden tres vías pasantes, y a las que hay que sumar varias vías toperas y una derivación a una industria. Las vías de vía estrecha de TPC llegan a la plaza de la estación.
En términos ferroviarios, la estación se sitúa en la línea Lausana - Brig. Sus dependencias ferroviarias colaterales son la estación de Aigle hacia Lausana y la estación de San Mauricio en dirección Brig. Es también el punto de inicio de la línea de vía métrica Bex - Villars-sur-Ollon - Bretaye.

## Servicios ferroviarios
Los servicios ferroviarios de esta estación están prestados por SBB-CFF-FFS y por TPC:

### Larga distancia
- IR Ginebra-Aeropuerto - Ginebra-Cornavin - Nyon - Morges - Lausana - Vevey - Montreux - Aigle - Bex - San Mauricio - Martigny - Sion - Sierre - Leuk - Visp - Brig.

### Regional
- RE Lausana - Vevey - Montreux - Villeneuve - Aigle - Bex - San Mauricio. Solo opera en horas punta.
- R Lausana - San Mauricio. Sólo un tren por sentido en día laborables. Realiza un mayor número de paradas que el RegioExpress que cubre el mismo trayecto
- R Bex - Villars-sur-Ollon - Bretaye. Operado por TPC

### RER Vaud
A la estación llegan algunos servicios aislados de la línea S 1 Yverdon-les-Bains - Lausana - Vevey - Montreux - Villeneuve que son prolongados hasta San Mauricio por la noche y circulan en dirección opuesta a primera hora de la mañana.